# Peter Klimek (Physiker)

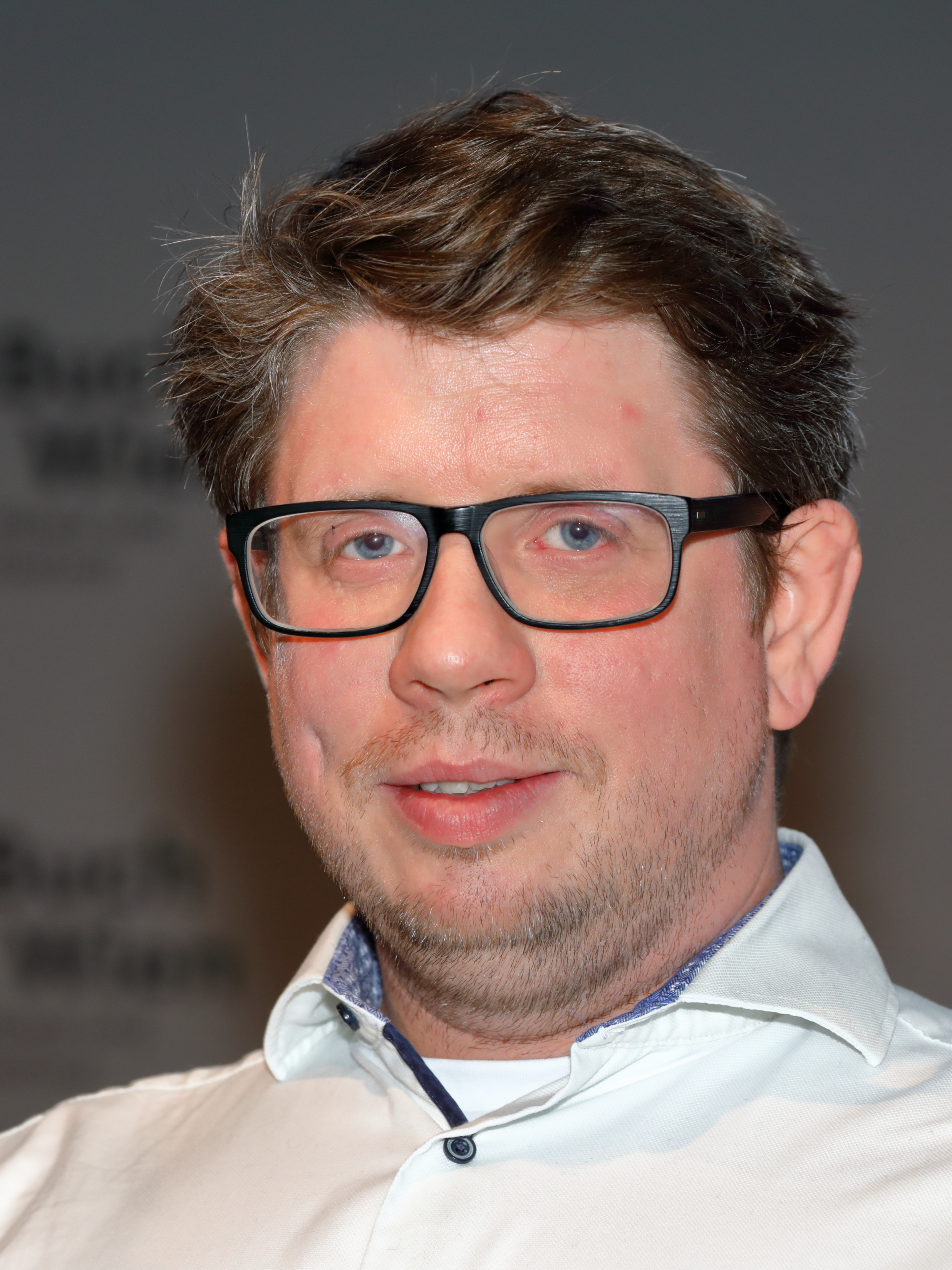
Peter Klimek

Peter Klimek (* 17. August 1982) ist ein österreichischer Physiker und Komplexitätsforscher. Vom Klub der Bildungs- und Wissenschaftsjournalisten wurde er als österreichischer Wissenschafter des Jahres 2021 ausgezeichnet.

## Leben
Klimek wuchs in Wien und Niederösterreich auf und studierte an der Universität Wien theoretische Physik, wo er 2010 promovierte und sich 2018 in Computational Science habilitierte. Gegenwärtig ist er außerordentlicher Professor an der Medizinischen Universität Wien und Mitglied in zahlreichen Wissenschaftsvereinigungen. Er forscht u. a. am Complexity Science Hub Vienna über neue Methoden zur Analyse und Modellierung großer Datenmengen in der Medizin.
Klimek wurde in Österreich einer breiten Öffentlichkeit durch seine Analysen und Modelle zur COVID-19-Pandemie in Österreich bekannt. Er ist Mitglied im Obersten Sanitätsrat (OSR) und Teil des Covid-Prognose-Konsortiums, das die österreichische Regierung in Corona-Fragen berät. Aufsehen erregte seine Reaktion auf die Kritik von Salzburgs Landeshauptmann Wilfried Haslauer an den Virologen: Klimek beobachtete hier ein wissenschaftsfeindliches Klima und sprach im Fernsehen  die Befürchtung aus, wir  machen „einen Schritt weiter zur Bananenrepublik“. In dieser scharfen Äußerung wurde ein möglicher Grund für seine Wahl zum „Wissenschafter des Jahres 2021“ gesehen.
Im März 2023 wurde er im Wirtschaftsministerium als Leiter eines neuen Forschungsinstituts für Lieferketten, dem Supply Chain Intelligence Institute Austria (ASCII), präsentiert.
Der Physiker ist verheiratet und Vater zweier Kinder.

## Schriften
- N. Haug, L. Geyrhofer, A. Londei, E. Dervic, A. Desvars-Larrive, V. Loreto, B. Pinior, S. Thurner, P. Klimek, Ranking the effectiveness of worldwide COVID-19 government interventions, Nature Human Behaviour 4 (2020) 1303–1312 doi:10.1038/s41562-020-01009-0
- P. Klimek, R. Jimenez, M. Hidalgo, A. Hinteregger, S. Thurner, Forensic analysis of Turkish elections in 2017–2018, PLoS ONE 13 (10) (2018) e0204975 doi:10.1371/journal.pone.0204975
- mit S. Thurner, R. Hanel: Introduction to the Theory of Complex Systems. Oxford University Press, Oxford 2018, ISBN 978-0-19-882193-9.
- Publikationsliste auf: Medizinische Universität Wien

## Auszeichnungen
- 2021: Paul-Watzlawick-Ehrenring der Wiener Ärztekammer, gemeinsam mit Stefan Thurner[13]
- 2022: Wissenschafter des Jahres des Klubs der Bildungs- und Wissenschaftsjournalisten[14]